# Bledius terebrans
Bledius terebrans är en skalbaggsart som först beskrevs av Jørgen Matthias Christian Schiødte 1866.  Bledius terebrans ingår i släktet Bledius, och familjen kortvingar. Enligt den finländska rödlistan är arten nära hotad i Finland. Arten är reproducerande i Sverige. Artens livsmiljö är diken.